# 貝爾納爾·迪亞斯·德爾卡斯蒂略

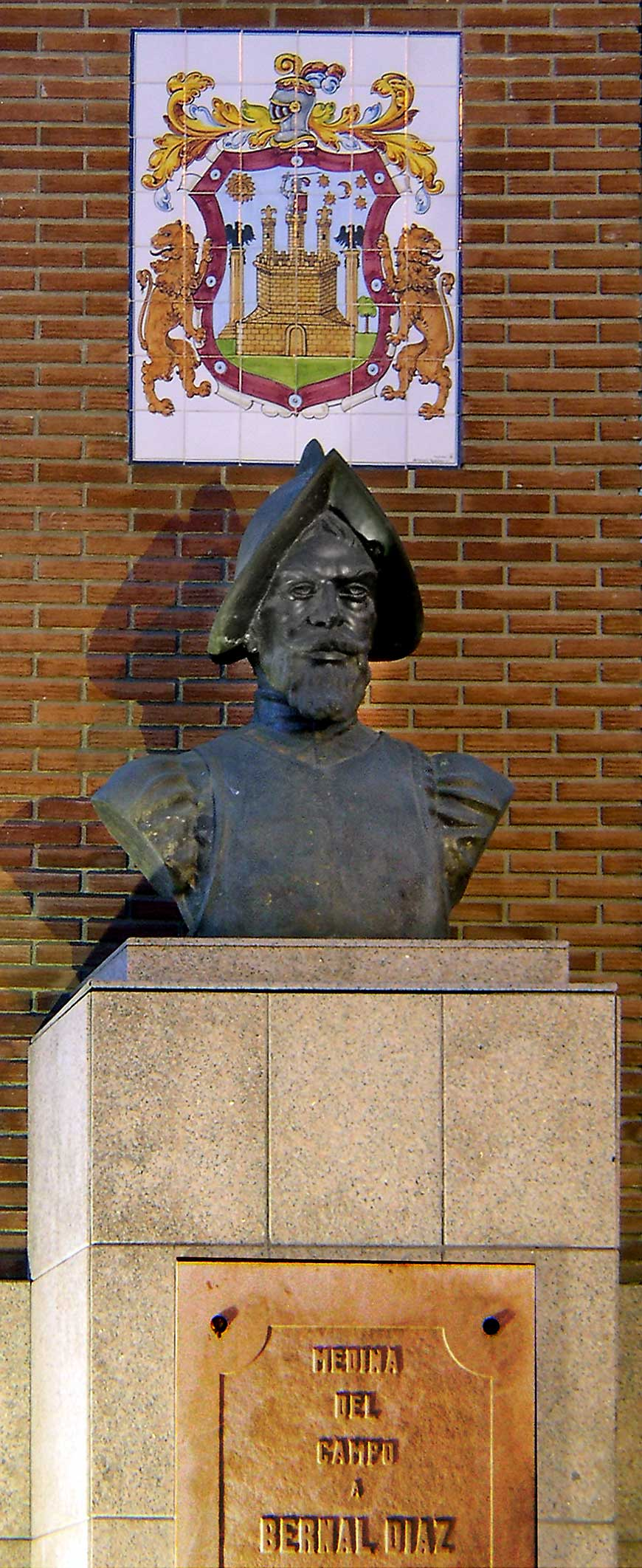
伯納爾·迪亞茲·德爾卡斯蒂略半身像

伯納爾·迪亞茲·德爾卡斯蒂略（西班牙語：Bernal Díaz del Castillo，1492年—1584年），出生於西班牙的梅迪納戴坎波（Medina del Campo），是16世紀初的西班牙征服者，參與了西班牙在中美洲的征服戰爭，曾在埃尔南·科尔特斯（Hernán Cortés）的领导下参与了对阿兹特克帝国的征服。
在加入科尔特斯之前，迪亚斯已经参与了几次远征，包括前往蒂埃拉费尔梅（Tierra Firme，即南美大陆）、古巴和尤卡坦（Yucatán）的探险。
晚年曾任危地馬拉的安地瓜（當時名叫瓜地馬拉聖地牙哥騎士團）的市政會議成員，并在当地撰寫了《征服新西班牙信史》（The True History of the Conquest of New Spain）（新西班牙為墨西哥舊稱），詳實地記載了他年青時在中美洲的征戰活動。他在征服事件发生近30年后才开始撰写这部作品，后来对其进行了修订，以反驳科尔特斯写给西班牙国王的信件中以及其他作家（如弗朗西斯科·洛佩斯·德戈马拉和贝尔纳迪诺·德萨阿贡）的叙述，认为这些作品过度美化了科尔特斯，误导了公众对其他士兵和本土盟友贡献的理解。
和许多征服者一样，迪亚斯对未能获得预期的财富感到失望，并认为西班牙政府未能适当认可他的贡献。尽管如此，他的回忆录仍然是为数不多的有关征服的第一手资料之一，为西班牙人和本土人的视角提供了宝贵的见解。迪亚斯总结西班牙人的动机时写道：“我们是为了服务上帝和发财而来，这也是所有人的愿望。”
迪亚斯出生于梅迪纳德尔坎波，家境显赫，父亲是市议员。他接受了一些正式教育，并在远征美洲期间展现了语言天赋，学会了塔伊诺语、纳瓦特尔语和卡克奇克尔语。
1514年，年约18岁的迪亚斯加入了佩德拉里亚斯·达维拉（Pedrarias Dávila）的远征队，前往美洲大陆。在达连（Darien，今哥伦比亚）的艰难经历后，迪亚斯前往古巴寻求新的机会，随后加入了前往尤卡坦的远征，并首次与当地土著接触。这些早期的探险充满危险，许多西班牙人死于伤病、饥饿或疾病。尽管面临重重困难，迪亚斯仍继续参与新的探险，包括1518年胡安·德·格里哈尔瓦领导的探险，最终于1519年加入了科尔特斯对墨西哥（阿兹特克帝国）的战役。
迪亚斯的回忆录生动地描述了他参与的119场战役，最终以1521年特诺奇提特兰（Tenochtitlan）的陷落为高潮。他的记述详细描绘了当地人民的习俗、城市，以及西班牙人之间的内部争斗和他们使用的残酷战术。他目睹了阿兹特克首都的毁灭，后来表达了对这一宏伟城市消失的遗憾。
迪亚斯的功绩为他赢得了恩科米恩达制度（encomienda）下的授地权，这一权利于1522年由科尔特斯确认，并于1527年和1528年再次确认。他定居在危地马拉，并在短暂返回西班牙后，于1551年被任命为圣地亚哥·德洛斯卡瓦列罗斯（今危地马拉安提瓜）的总督。
他的“信史”于1568年完成，写作目的是回应他认为轻视像他这样士兵贡献的其他历史叙述。尽管充满个人偏见，迪亚斯的作品仍是理解墨西哥征服和中美洲文化的关键历史资料。
尽管迪亚斯在《征服新西班牙信史》前言中自称为“征服者队长”，并声称“亲眼见证”了所记录的事件，但后来的历史学家指出，这部回忆录中存在许多前后矛盾和明显错误的地方。实际上，迪亚斯既非统帅，也不可能亲历他所描述的许多事件，很多叙述是基于其他早期参与者的回忆，包括科尔特斯的记载。一些历史学家甚至认为，这本书的可信度存疑。